# Joodse begraafplaats (Groenlo)
De Joodse begraafplaats aan de voet van het historische Mussenbergbolwerk, ook wel de Kanonswal genoemd, in Groenlo in de Gelderse Achterhoek werd aan het begin van de negentiende eeuw gesticht.

## Joden in Groenlo
De eerste Joden vestigden zich te Groenlo in de tweede helft van de zeventiende eeuw. Ze waren onder meer van 1674-1895 de pachters van de Gemeentelijke Bank van Lening. Na de burgerlijke gelijkstelling kon begin negentiende eeuw met behulp van een ruime subsidie van de toen over het Koninkrijk Holland regerende koning Lodewijk Napoleon Bonaparte de eerste synagoge van Groenlo worden gesticht aan de Notenboomstraat. In 1822 werd de synagoge aan de Sjoelstraat, nu Schoolstraat, in gebruik genomen. De Joodse gemeenschap beschikte in die tijd al over de twee hier beschreven begraafplaatsen. Gedurende de Jodenvervolging tijdens de Tweede Wereldoorlog wist een kwart van de plaatselijke Joden hun leven te redden door onder te duiken, de overigen werden in kampen in Polen vermoord. Voor de Joodse Grollenaren, verzetsstrijders en dwangarbeiders die de Tweede Wereldoorlog niet hebben overleefd zijn er van 2012 tot en met 2015 67 stolperstenen gelegd.

## Begraafplaats Kanonswal
De begraafplaats onderaan de stadswal ter hoogte van de 'Kanonsbulte' dateert uit het begin van de negentiende eeuw. In 1846 kreeg de Joodse gemeenschap het stuk grond, dat na een vergroting uiteindelijk bijna 7 are groot zou zijn, voor 99 jaar in erfpacht. Later, in 1896, konden de Groenlose Joden de gronden van de gemeente kopen. In 1838 was al eens geklaagd over vernielingen die op de begraafplaats plaatsvonden, maar pas in 1873 werd de muur om de dodenakker gemetseld. Deze werd, nadat ze in steeds erger vervallen staat was geraakt, in 1976 gerestaureerd. Op het langgerekte grafveld tussen de helling van de wal en de daarvoor liggende gracht bevinden zich onder hoge eikenbomen ruim 50 graftekens, waaronder een van gietijzer. De begraafplaats wordt een enkele keer nog gebruikt voor begravingen en beschikt over een eenvoudig reinigingshuisje.
De begraafplaats is afgesloten, maar goed te zien vanaf de kanonswal, ter hoogte van Nieuwestraat 31.

## Begraafplaats Vragender
Een tweede begraafplaats waar Groenlose Joden werden begraven is gelegen aan de Kerkdijk van het dorp Vragender bij Lichtenvoorde. Deze was tot 1909 in gebruik. Er zijn geen graftekens meer aanwezig. Het nabij een boerderij gelegen grafveld ter grootte van 10 are is sinds 1967 eigendom van het Nederlands-Israëlitisch Kerkgenootschap.
Het onderhoud aan beide begraafplaatsen wordt verzorgd in opdracht van de gemeente Oost-Gelre. De begraafplaats te Groenlo is een rijksmonument.

## Afbeeldingen

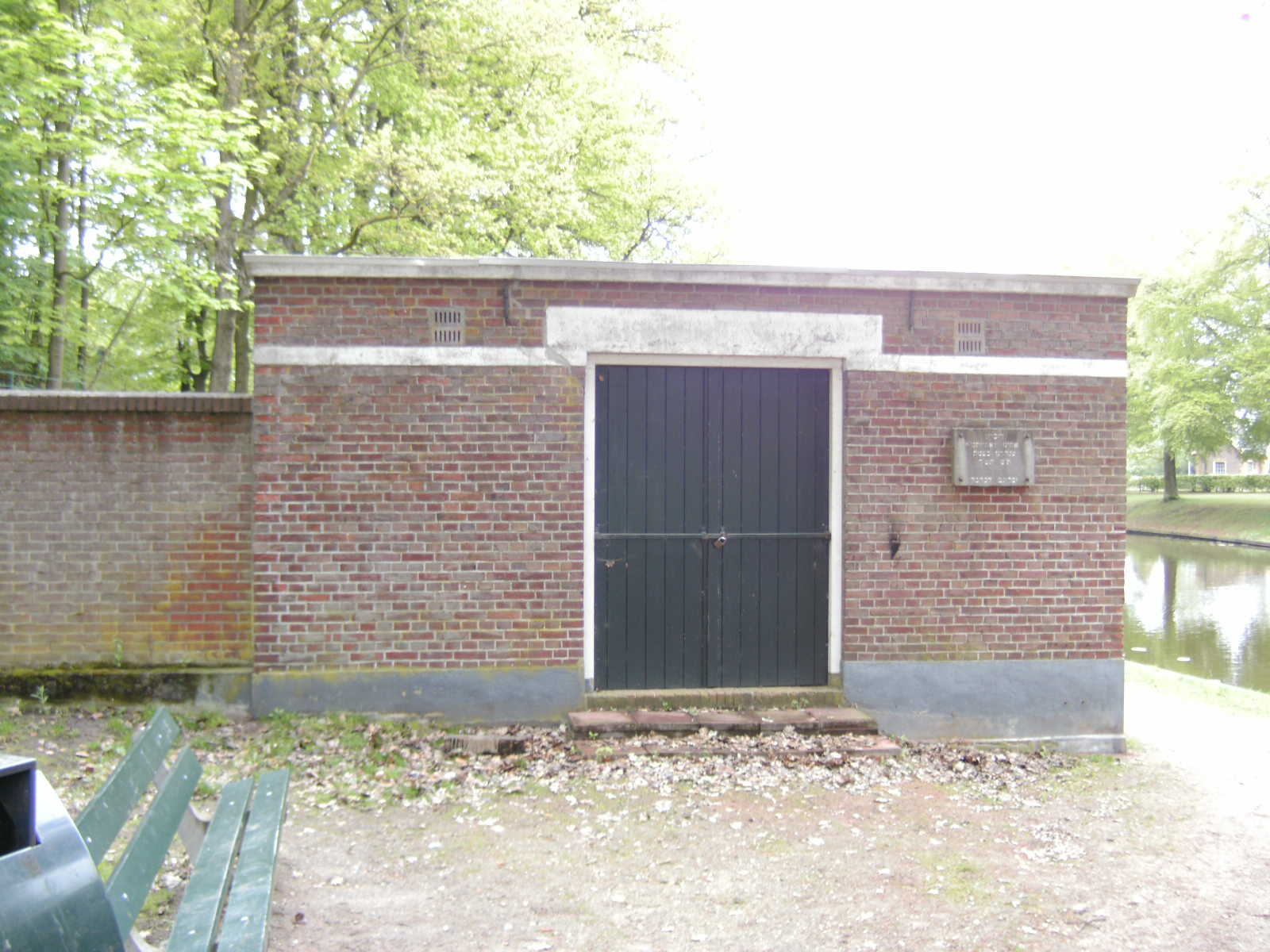
Baarhuisje
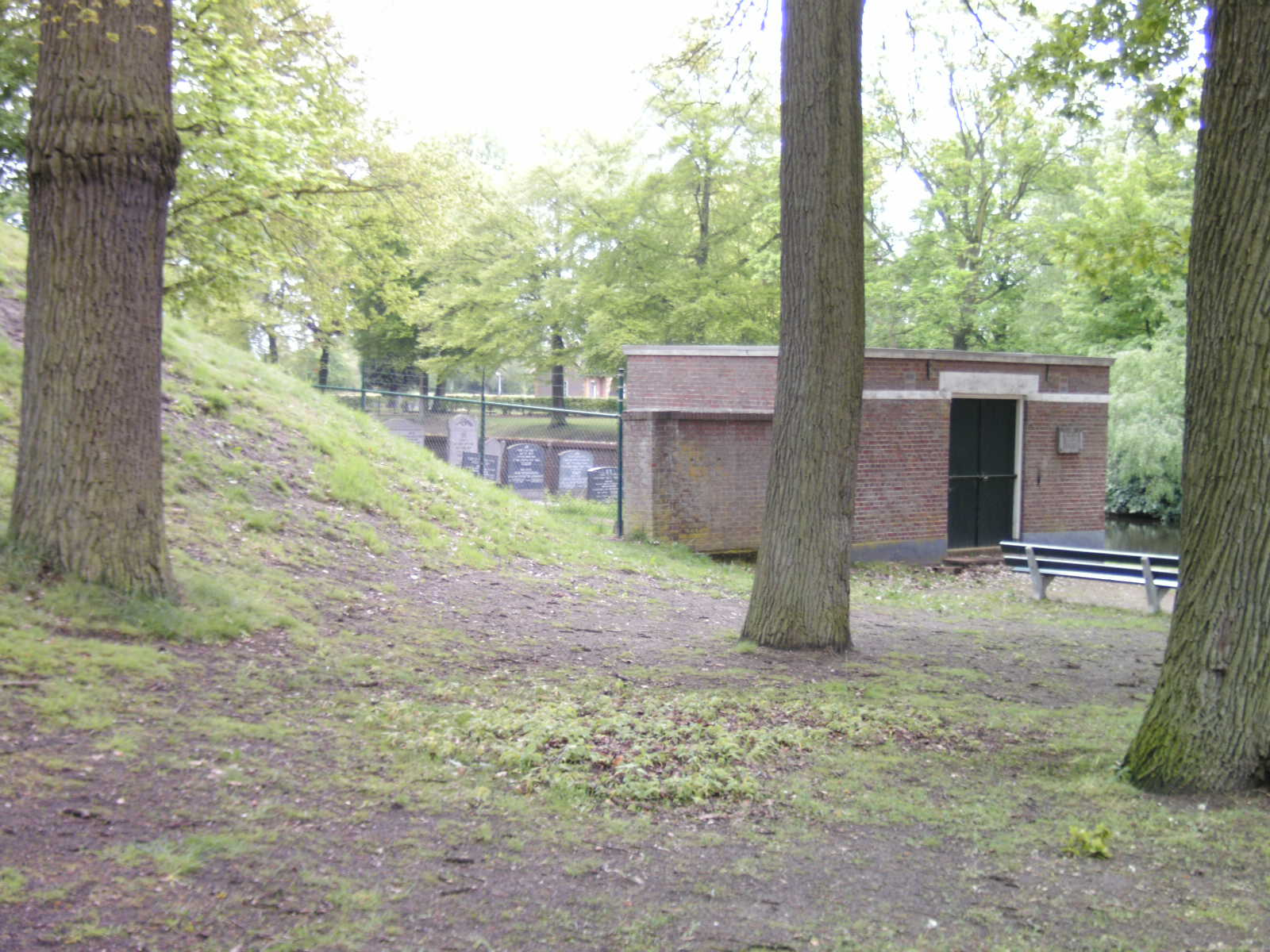
Onderaan de wal
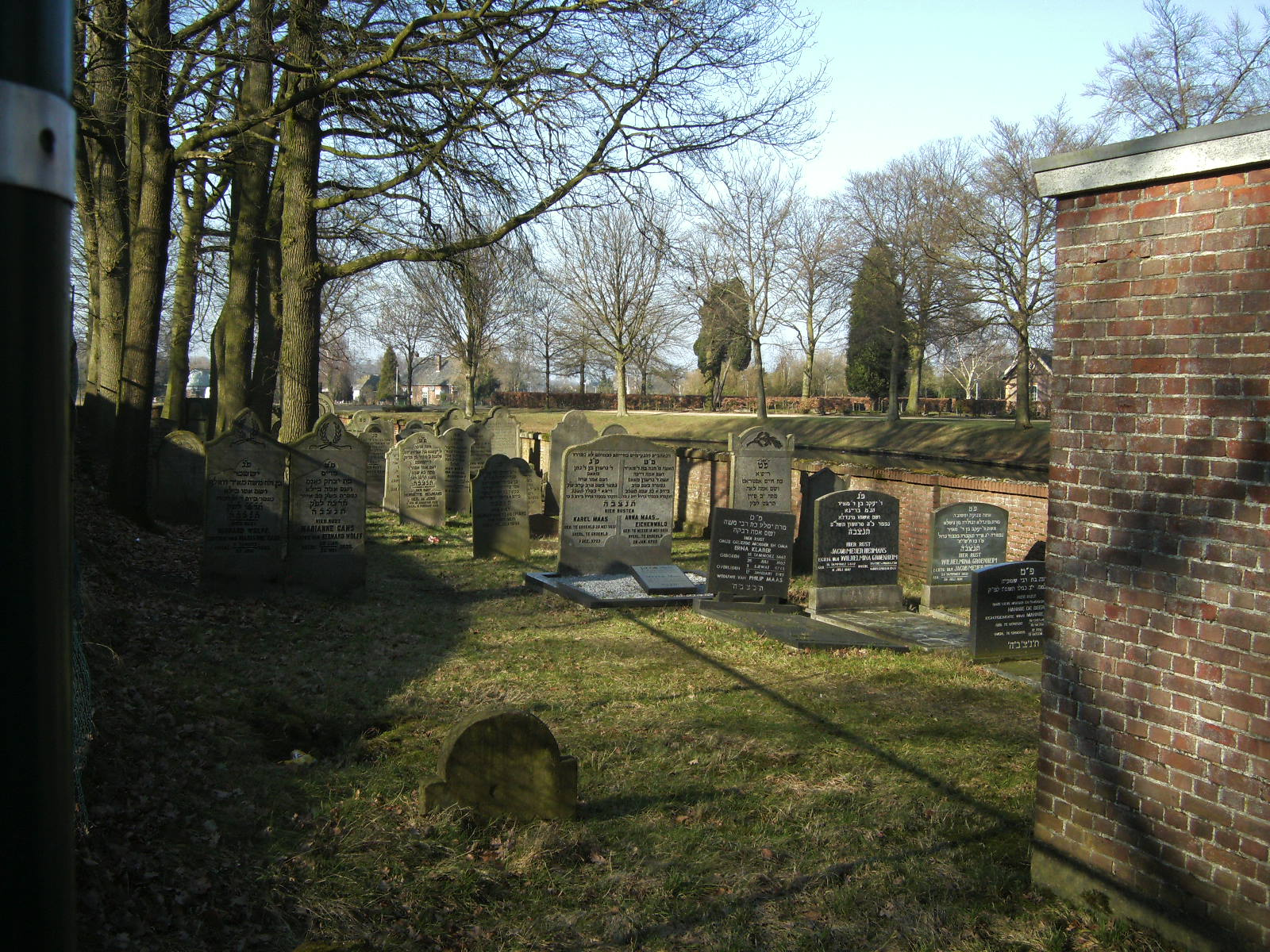
Begraafplaats
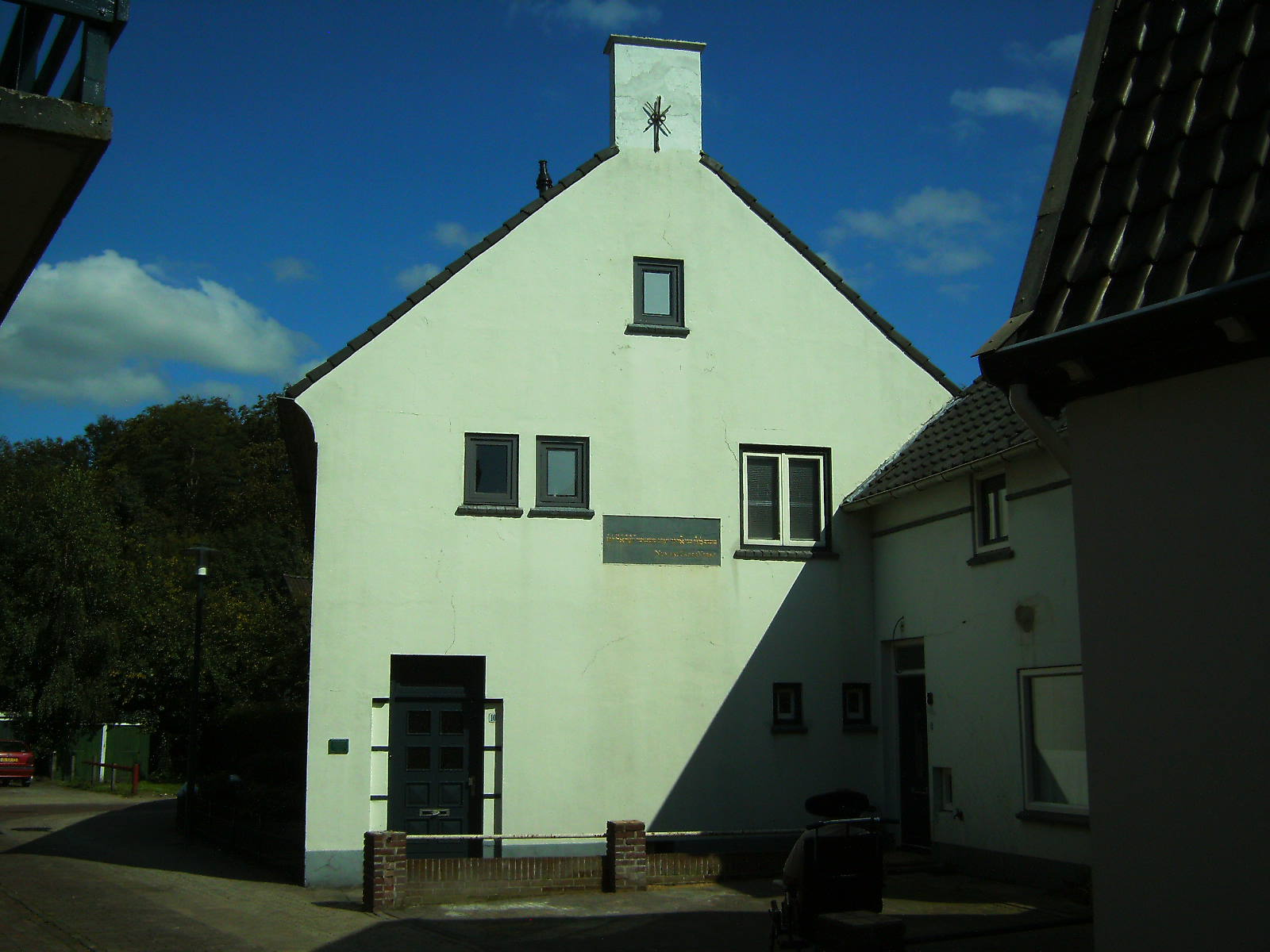
Voormalige synagoge